# Karajukića Bunari
Karajukića Bunari (cyr. Карајукића Бунари) – wieś w Serbii, w okręgu zlatiborskim, w gminie Sjenica. W 2011 roku liczyła 102 mieszkańców.